# West Siloam Springs
La ville américaine de West Siloam Springs est située dans le comté de Delaware, dans l’État de l’Oklahoma. Lors du recensement de 2010, elle comptait 846 habitants.

## Source
- (en) Cet article est partiellement ou en totalité issu de l’article de Wikipédia en anglais intitulé « West Siloam Springs, Oklahoma » (voir la liste des auteurs).